# Essential Mixes (álbum de Kylie Minogue)
Essential Mixes es un álbum de remixes de la cantante pop australiana Kylie Minogue. Fue lanzado como disco de vinilo de 12" el 20 de septiembre de 2010. El álbum incluye canciones del quinto álbum de estudio de la cantante Kylie Minogue y contiguo Impossible Princess.

## Lista de canciones
| N.º | Título                                                          | Duración |  |
| 1.  | «Confide In Me» (Phillip Damien Mix)                            | 6:25     |  |
| 2.  | «Put Yourself In My Place» (Driza-Bone Mix)                     | 4:46     |  |
| 3.  | «Where Is The Feeling?» (Felix Da Housekat Klubb Feelin Mix)    | 10:51    |  |
| 4.  | «Did It Again» (Trouser Enthusiasts' Goddess Of Contortion Mix) | 10:26    |  |
| 5.  | «Some Kind Of Bliss» (Quivver Mix)                              | 8:41     |  |
| 6.  | «Breathe» (Sash! Club Mix)                                      | 5:23     |  |
| 7.  | «Too Far» (Brothers In Rhythm Mix)                              | 10:23    |  |
| 8.  | «Confide In Me» (Justin Warfield Mix)                           | 5:27     |  |
| 9.  | «Breathe» (TNT's Club Mix)                                      | 6:45     |  |